# Prêmio Globo de Melhores do Ano de melhor ator revelação
O Prêmio Globo de Melhores do Ano para Melhor Ator Revelação foi um prêmio anual destinado àqueles atores que se destacaram por seu desempenho pela importância de seu papel. Normalmente, o prêmio é concedido apenas uma vez para cada ator. Entre 1995 e 2019, a premiação foi realizada durante o Domingão do Faustão, passando a ser realizada a partir de 2021 pelo Domingão com Huck da TV Globo.
Em 2019, a categoria foi extinta juntamente com Atriz Revelação, sendo substituída por Revelação do Ano.

## Vencedores e indicados
|  | Indica o vencedor |

### Década de 1990
| Ano  | Intérprete                       | Novela                           | Personagem                       | Ref.                             |
| ---- | -------------------------------- | -------------------------------- | -------------------------------- | -------------------------------- |
| 1995 | Cláudio Lins                     | História de Amor                 | Bruno Moretti                    | [ 2 ]                            |
| 1996 | Marcello Antony                  | O Rei do Gado                    | Bruno Berdinazzi                 | [ 2 ]                            |
| 1997 | Não houve premiação.             | Não houve premiação.             | Não houve premiação.             | Não houve premiação.             |
| 1998 | A categoria não foi apresentada. | A categoria não foi apresentada. | A categoria não foi apresentada. | A categoria não foi apresentada. |
| 1999 | Thiago Lacerda                   | Terra Nostra                     | Matteo Battistella               | [ 2 ]                            |

### Década de 2000
| Ano  | Intérprete            | Novela               | Personagem                        | Ref.  |
| ---- | --------------------- | -------------------- | --------------------------------- | ----- |
| 2000 | Reynaldo Gianecchini  | Laços de Família     | Eduardo de Albuquerque (Edu)      | [ 2 ] |
| 2001 | Leonardo Miggiorin    | Presença de Anita    | Zezinho                           | [ 2 ] |
| 2002 | Vladimir Brichta      | Coração de Estudante | Nélio Garcia                      | [ 2 ] |
| 2003 | Dan Stulbach          | Mulheres Apaixonadas | Marcos Soares Mendonça            | [ 2 ] |
| 2004 | Guilherme Berenguer   | Malhação             | Gustavo Soares da Costa           | [ 2 ] |
| 2004 | Guilherme Weber       | Da Cor do Pecado     | Antônio Peixoto de Almeida (Tony) | [ 2 ] |
| 2004 | Malvino Salvador      | Cabocla              | Tobias de Oliveira Pinto          | [ 2 ] |
| 2005 | Aílton Graça          | América              | José Feitosa (Feitosa)            | [ 2 ] |
| 2005 | Sidney Sampaio        | Alma Gêmea           | Felipe Ávilla Blanco Dias         | [ 2 ] |
| 2005 | Duda Nagle            | América              | Rafael do Nascimento (Radar)      | [ 2 ] |
| 2006 | Thiago Rodrigues      | Páginas da Vida      | Leonardo Maia de Almeida (Léo)    | [ 2 ] |
| 2006 | Rafael Almeida        | Páginas da Vida      | Antônio Peixoto de Almeida (Tony) | [ 2 ] |
| 2006 | Marcelo Médici        | Belíssima            | Fladson Rodrigues                 | [ 2 ] |
| 2007 | Gustavo Leão          | Paraíso Tropical     | Mateus Vilela Gouveia             | [ 2 ] |
| 2007 | Darlan Cunha          | Sete Pecados         | Sandro Batista                    | [ 2 ] |
| 2007 | Marco Antônio Gimenez | Sete Pecados         | Vítor Albuquerque de Sant'anna    | [ 2 ] |
| 2008 | Miguel Rômulo         | A Favorita           | Shiva Lênin Costa                 | [ 2 ] |
| 2008 | Alexandre Nero        | A Favorita           | Vanderlei Peive                   | [ 2 ] |
| 2008 | Caio Castro           | Malhação             | Bruno Oliveira Guimarães          | [ 2 ] |
| 2009 | Mateus Solano         | Viver a Vida         | Miguel/Jorge Guimarães            | [ 2 ] |
| 2009 | Fábio Lago            | Caras & Bocas        | Fabiano Barros Ferreira           | [ 2 ] |
| 2009 | Marco Pigossi         | Caras & Bocas        | Cássio Amaral                     | [ 2 ] |

### Década de 2010
| Ano  | Intérprete             | Novela                       | Personagem                              | Ref.          |
| ---- | ---------------------- | ---------------------------- | --------------------------------------- | ------------- |
| 2010 | Raphael Viana          | Araguaia                     | Frederico Martinez (Fred)               | [ 2 ]         |
| 2010 | Júlio Andrade          | Passione                     | Arthur (Arthurzinho)                    | [ 2 ]         |
| 2010 | Miguel Roncato         | Passione                     | Alfredo Mattoli                         | [ 2 ]         |
| 2011 | Domingos Montagner     | Cordel Encantado             | Herculano Araújo                        | [ 2 ]         |
| 2011 | Klebber Toledo         | Morde & Assopra              | Guilherme Duarte de Lima                | [ 2 ]         |
| 2011 | Paulo Rocha            | Fina Estampa                 | Guaracy Martins                         | [ 2 ]         |
| 2012 | Tiago Abravanel        | Salve Jorge                  | Demir                                   | [ 2 ] [ 6 ]   |
| 2012 | Daniel Rocha           | Avenida Brasil               | Roni                                    | [ 2 ] [ 6 ]   |
| 2012 | José Loreto            | Avenida Brasil               | Darkson Silas                           | [ 2 ] [ 6 ]   |
| 2013 | Anderson Di Rizzi      | Amor à Vida                  | Carlos José dos Santos (Carlito)        | [ 7 ] [ 8 ]   |
| 2013 | Igor Rickli            | Flor do Caribe               | Alberto Alburquerque                    | [ 7 ] [ 8 ]   |
| 2013 | Sergio Guizé           | Saramandaia                  | João Viana (João Gibão)                 | [ 7 ] [ 8 ]   |
| 2014 | Chay Suede             | Império                      | José Alfredo Medeiros (1ª Fase)         | [ 9 ] [ 10 ]  |
| 2014 | Irandhir Santos        | Meu Pedacinho de Chão        | José Aparecido (Zelão)                  | [ 9 ] [ 10 ]  |
| 2014 | Jesuíta Barbosa        | O Rebu                       | Alain                                   | [ 9 ] [ 10 ]  |
| 2015 | Rafael Vitti           | Malhação Sonhos              | Pedro Ramos                             | [ 11 ] [ 12 ] |
| 2015 | Gabriel Leone          | Verdades Secretas            | Guilherme Lovatelli                     | [ 11 ] [ 12 ] |
| 2015 | Maurício Destri        | I Love Paraisópolis          | Benjamin Brenner                        | [ 11 ] [ 12 ] |
| 2016 | Lucas Lucco            | Malhação: Seu Lugar no Mundo | Uodson de Souza (Yod)                   | [ 13 ] [ 14 ] |
| 2016 | João Baldasserini      | Haja Coração                 | Roberto Velásquez (Beto)                | [ 13 ] [ 14 ] |
| 2016 | Lucas Veloso           | Velho Chico                  | Lucas                                   | [ 13 ] [ 14 ] |
| 2017 | Jonathan Azevedo       | A Força do Querer            | Wellington Silvino (Sabiá)              | [ 15 ] [ 16 ] |
| 2017 | João Vicente de Castro | Rock Story                   | Lázaro Vasconcelos                      | [ 15 ] [ 16 ] |
| 2017 | Silvero Pereira        | A Força do Querer            | Raimundo Nonato da Silva / Elis Miranda | [ 15 ] [ 16 ] |
| 2018 | Luis Lobianco          | Segundo Sol                  | Clóvis Falcão                           | [ 17 ] [ 18 ] |
| 2018 | Anderson Tomazini      | O Outro Lado do Paraíso      | Damiano Lima (Xodó)                     | [ 17 ] [ 18 ] |
| 2018 | Narcival Rubens        | Segundo Sol                  | Galdino (Rossini Pereira)               | [ 17 ] [ 18 ] |
| 2019 | Kaysar Dadour          | Órfãos da Terra              | Fauze Harun                             | [ 19 ] [ 20 ] |
| 2019 | Orlando Caldeira       | Verão 90                     | Catraca                                 | [ 19 ] [ 20 ] |
| 2019 | Rafael Queiroz         | A Dona do Pedaço             | Rael Matheus                            | [ 19 ] [ 20 ] |

## Estatísticas e recordes
| Sub-categoria                  | Melhor Ator Revelação                                      | Melhor Ator Revelação |
| ------------------------------ | ---------------------------------------------------------- | --------------------- |
| Ator mais jovem a ganhar       | Miguel Rômulo aos 16 anos por A Favorita (2008)            |                       |
| Ator mais jovem a ser indicado | Miguel Roncato aos 17 anos por Passione (2010)             |                       |
| Ator mais velho a ganhar       | Domingos Montagner aos 49 anos por Cordel Encantado (2011) |                       |
| Ator mais velho a ser indicado | Narcival Rubens aos 56 anos por Segundo Sol (2018)         |                       |
| Ator estrangeiro vencedor      | Kaysar Dadour da Síria por Órfãos da Terra (2019)          |                       |